# Scapexocentrus spiniscapus
Scapexocentrus spiniscapus är en skalbaggsart som beskrevs av Stefan von Breuning 1965. Scapexocentrus spiniscapus ingår i släktet Scapexocentrus och familjen långhorningar.
Artens utbredningsområde är Laos. Inga underarter finns listade i Catalogue of Life.